# Pseudohaliotrema mugilinus
Pseudohaliotrema mugilinus är en plattmaskart. Pseudohaliotrema mugilinus ingår i släktet Pseudohaliotrema och familjen Dactylogyridae. Inga underarter finns listade i Catalogue of Life.